# Ronde van Italië voor vrouwen 2017
De Ronde van Italië voor vrouwen 2017 (Italiaans: Giro Rosa 2017) werd verreden van vrijdag 30 juni tot en met zondag 9 juli in Italië. Het was de 28e editie van de rittenkoers, die (net als in 2016) deel uitmaakte van de UCI Women's World Tour 2017. De ronde telde tien etappes, inclusief één ploegentijdrit en één individuele tijdrit. Titelverdedigster was de Amerikaanse Megan Guarnier van de Nederlandse ploeg Boels Dolmans.

## Koersverloop

### Etappe 1 - 5
De 24 teams werden voorgesteld op donderdag 29 juni nabij de archeologische sites en de Basiliek van Aquileia aan het hoofd van de Adriatische Zee, tussen Venetië en Triëst. De Giro Rosa ging op vrijdag 30 juni voor het eerst in haar bestaan van start met een ploegentijdrit. Deze voerde de rensters over een parcours van 11,5 kilometer van Aquileia via de lagune naar Grado en werd gewonnen door Boels Dolmans, 19 seconden voor Team Sunweb en 22 seconden voor Orica-Scott; de eerste roze trui ging naar de Canadese Karol-Ann Canuel. In de tweede etappe versnelde Annemiek van Vleuten op de laatste klim (Andreis) en enkel Anna van der Breggen en Elisa Longo Borghini konden haar volgen; Van Vleuten versloeg de twee op de streep en Van der Breggen werd de nieuwe leidster. De derde en vierde etappe waren vlak en werden in de massasprint gewonnen door de Britse Hannah Barnes en de Belgische kampioene Jolien D'Hoore. In deze vierde rit werd het peloton in waaiers getrokken en, als enige van de top drie, miste Van Vleuten met haar ploeggenoten de voorste waaier en verloor uiteindelijk twee minuten. Eén dag later al nam ze revanche door de tijdrit te winnen (met de aankomst vlak na de Muro di Sant’Elpidio met stijgingspercentages tot 30%) met 41 seconden voor Van der Breggen, die in het klassement nog één minuut voorsprong had op Longo Borghini en anderhalve minuut op Van Vleuten.

### Etappe 6 - 10
De vijfde en zesde etappe vonden plaats halverwege de laars; de tijdrit in de regio Marche en de zesde in de regio Abruzzen. Deze laatste werd gewonnen door Lotta Lepistö: de Finse versloeg in de sprint de Amerikaanse Coryn Rivera en de Italiaanse tweevoudig wereldkampioene Giorgia Bronzini. Het slot van de Giro Rosa werd betwist in het zuiden, in de regio Campania. In de zevende etappe bleef een kopgroep van dertien rensters vooruit met Sabrina Stultiens als best geklasseerde. Zij kwam hierdoor terug in de top tien van het klassement; de etappe werd gewonnen door Spaans kampioene Sheyla Gutiérrez, voor Soraya Paladin en Eugenia Bujak. Tijdens deze etappe kwam de 21-jarige Italiaanse Claudia Cretti in een afdaling met 90 km/u zwaar ten val tegen de vangrails. Zij werd in kritieke toestand naar het ziekenhuis van Benevento vervoerd waar ze in een kunstmatige coma werd gehouden. De volgende rit ging dan ook van start met veel steunbetuigingen van publiek en rensters, ook uit de Tour de France. De achtste etappe werd bestempeld als de koninginnenrit, met o.a. de beklimming van Cuccaro Vetere. De klassementsrensters konden elkaar niet lossen en lange tijd bleef Tetyana Ryabchenko solo aan kop. Lucinda Brand ging in de achtervolging en ondanks een val in de afdaling kon ze Ryabchenko bij- en inhalen en kwam zo solo over de streep. Hierdoor steeg Brand naar plek vijf in het klassement. De negende rit eindigde in een massasprint die gewonnen werd door voormalig wereldkampioene Marta Bastianelli. Ook in de slotrit met de beklimming van de Vesuvius kon Van der Breggen de aanvallen van Longo Borghini en Van Vleuten pareren en bleef het klassement ongewijzigd. In de slotkilometers sloten Katarzyna Niewiadoma, Amanda Spratt en Megan Guarnier aan bij de drie favorieten en de Amerikaanse titelverdedigster sprintte naar de zege, terwijl haar ploeggenote Van der Breggen juigend in de roze trui over de finish kwam en zo haar tweede eindoverwinning in de Giro Rosa op haar naam schreef, deze keer zonder een individuele etappezege. Ze won met haar ploeg wel de eerste etappe en tevens het ploegenklassement. Tweede werd Elisa Longo Borghini, die daarmee ook de blauwe trui als beste Italiaanse won. Derde werd Annemiek van Vleuten; zij won door haar twee etappezeges ook het punten- en het bergklassement. De derde Nederlandse in de top tien was Lucinda Brand (zevende) en Cecilie Uttrup Ludwig was op de 16e plaats met bijna 10 minuten achterstand de beste jongere.

### Na afloop
Anna van der Breggen heroverde door de eindoverwinning de leiding in de World Tour. Uttrup Ludwig en Boels Dolmans verstevigden beide hun leiding in resp. het jongeren- en ploegenklassement. Van der Breggen kreeg geen huldiging in haar woonplaats Zwolle, zoals Tom Dumoulin in Maastricht na zijn Girozege in mei van dat jaar. Wel zijn ze samen te gast in het criterium Daags na de Tour.

## Ploegen

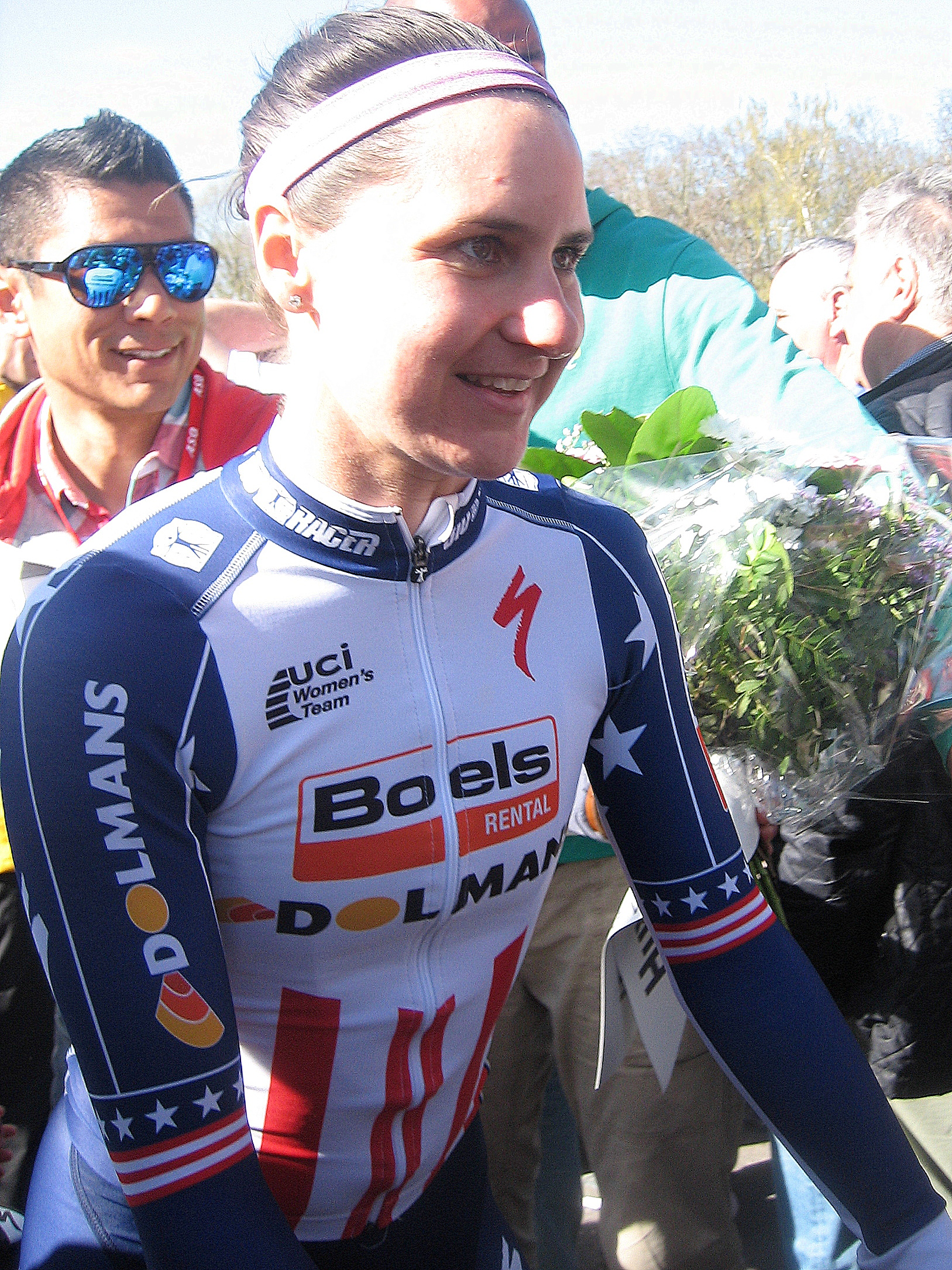
Titelverdedigster Megan Guarnier

Sinds de invoering van de Women's World Tour krijgen de 15 beste ploegen automatisch een uitnodiging voor rittenkoersen. Dit zijn (in aflopende volgorde): Boels Dolmans, Wiggle High5, WM3, Team Sunweb, Canyon-SRAM, Orica-Scott, Cervélo-Bigla, Alé Cipollini, Cylance, Team Veloconcept, BePink, Hitec Products, Lares-Waowdeals, Lensworld-Kuota en FDJ Nouvelle-Aquitaine Futuroscope.
Al deze vijftien teams zijn aanwezig en daarnaast ook de volgende negen teams: Astana, BTC City Ljubljana, Conceria Zabri-Fanini-Guerciotti en deze zes Italiaanse teams: Giusfredi-Bianchi, S.C. Michela Fanini Rox, Top Girls Fassa Bortolo, Aromitalia Vaiano, Valcar PBM en Servetto Giusta.
Aan de start staan titelverdedigster Megan Guarnier van Boels Dolmans en haar ploeggenotes Anna van der Breggen (vorig jaar derde, winnares 2015) en wereldkampioene Amalie Dideriksen. Namens Wiggle High5 nemen Claudia Lichtenberg (vorig jaar vierde, winnares 2009), Elisa Longo Borghini (vorig jaar winnares bergtrui) en de sprintsters Giorgia Bronzini en Jolien D'Hoore deel. Winnares van de jongste OVO Women's Tour en World-Tourleidster Katarzyna Niewiadoma start voor WM3, zonder haar ploeggenote Marianne Vos (winnares 2011, 2012 en 2014), die ten val kwam in diezelfde Women's Tour. Verder staan o.a. aan de start: Ashleigh Moolman (winnares Emakumeen Bira), Annemiek van Vleuten (kopvrouw van Orica-Scott) en de sprintsters Kirsten Wild, Chloe Hosking, Coryn Rivera, Lotta Lepistö en Hannah Barnes. Eén maand voor de start werd bekend dat Linda Villumsen tekende bij Team VéloConcept en voor dit team ook de Giro zal rijden. In totaal zijn er 168 deelnemers uit 37 verschillende landen, waarvan 57 uit Italië, 19 uit Nederland, tien uit Australië en drie uit België.
| Nrs.    | Code | Ploeg                              |
| ------- | ---- | ---------------------------------- |
| 1-7     | DLT  | Boels Dolmans                      |
| 11-17   | ALE  | Alé Cipollini                      |
| 21-27   | VAI  | Aromitalia Vaiano                  |
| 31-37   | ASA  | Astana                             |
| 41-47   | BPK  | BePink                             |
| 51-57   | BTC  | BTC City Ljubljana                 |
| 61-67   | LPR  | Canyon-SRAM                        |
| 71-77   | CBT  | Cervélo-Bigla                      |
| 81-87   | CZG  | Conceria Zabri-Fanini-Guerciotti   |
| 91-97   | CPC  | Cylance                            |
| 101-107 | FDJ  | FDJ Nouvelle-Aquitaine Futuroscope |
| 111-117 | GSB  | Giusfredi-Bianchi                  |

| Nrs.    | Code | Ploeg                   |
| ------- | ---- | ----------------------- |
| 121-127 | HPU  | Hitec Products          |
| 131-137 | LWD  | Lares-Waowdeals         |
| 141-147 | LWK  | Lensworld-Kuota         |
| 151-157 | ORS  | Orica-Scott             |
| 161-167 | MIC  | S.C. Michela Fanini Rox |
| 171-177 | SER  | Servetto Giusta         |
| 181-187 | SUN  | Team Sunweb             |
| 191-197 | TVW  | Team Veloconcept        |
| 201-207 | TOP  | Top Girls Fassa Bortolo |
| 211-217 | VAL  | Valcar PBM              |
| 221-227 | WHT  | Wiggle High5            |
| 231-237 | WM3  | WM3                     |

## Organisatie en wedstrijdreglement
De Giro Rosa wordt georganiseerd door "4 Erre A.S.D." Voorzitter hiervan is Giuseppe Rivolta en koersdirecteur is Bruno Righetti.

### 3 km-regel
Rensters die in de laatste drie kilometer ten val komen, krijgen dezelfde tijd als de groep waarin ze reden en wordt dus geen tijdsverlies aangerekend. Dit geldt niet voor de tijdrit.

### Tijdslimiet
Voor de etappes 4 en 6 geldt een tijdslimiet van 20% van de tijd van de winnaar, voor de etappes 1 en 5 (tijdritten) is dit 50% en voor de overige etappes 35%. Rensters die de tijdslimiet overschrijden, worden van de wedstrijd uitgesloten.

### Algemeen klassement
Voor het algemeen klassement worden de tijden van de individuele rensters per etappe opgeteld. Degene met de snelste tijd leidt het klassement en draagt de roze trui. Met uitzondering van de ploegen- en individuele tijdrit zijn er voor de eerste drie rensters per etappe 10, 6 en 4 bonificatieseconden te verdienen. Bij tussensprints zijn er 3, 2 en 1 seconden bonus te verdienen.

### Puntenklassement
Per etappe zijn er bij de tussensprints en aan de finish punten te verdienen. Bij de tussensprints (Traguardo Volante) zijn dit 4, 2 en 1 punt. Aan de finish krijgen de eerste tien punten: 15, 12, 10, 8, 6, 5, 4, 3, 2 en 1 punt. De leidster in dit klassement draagt de paarse trui. Bij een gelijke stand wordt gekeken naar het aantal etappezeges, uitslagen in tussensprints en de plaats in het algemeen klassement.

### Bergklassement
In de wedstrijd zijn bergen ingedeeld in de tweede en derde categorie. Op de top van een berg van de tweede categorie krijgen de eerste vijf rensters 7, 5, 3, 2 en 1 punt en bij de derde categorie 5, 4, 3, 2 en 1 punt. De leidster in dit klassement draagt de groene trui.

### Beste jongere en beste Italiaanse
De renster die geboren is na 1 januari 1994 en het hoogst staat in het algemeen klassement, leidt het jongerenklassement en draagt de witte trui. De Italiaanse renster die het hoogst staat in het algemeen klassement, draagt de blauwe trui. Als een renster twee (of meer) klassementen leidt, draagt ze de belangrijkste trui en wordt de andere trui gedragen door de tweede in dat klassement.

### Prijzengeld
| Klassering     | 1       | 2     | 3     | 4     | 5     | 6     | 7     | 8     | 9     | 10    | 11-15 |
| -------------- | ------- | ----- | ----- | ----- | ----- | ----- | ----- | ----- | ----- | ----- | ----- |
| Ploegentijdrit | € 855   | € 578 | € 428 | € 352 | € 302 | -     | -     | -     | -     | -     | -     |
| Etappe         | € 526   | € 322 | € 221 | € 202 | € 191 | € 158 | € 139 | € 122 | € 122 | € 122 | € 78  |
| Eindklassement | € 1.130 | € 600 | € 400 | € 350 | € 300 | € 250 | € 250 | € 250 | € 250 | € 250 | € 200 |

De eerste drie rensters in het bergklassement krijgen € 450, € 350 en € 300. De eerste drie in het puntenklassement krijgen € 350, € 250 en € 200. De beste jongere krijgt € 350 en de beste Italiaanse € 300.

### Punten Women's World Tour
De eerste 20 rensters in het algemeen klassement en de eerste 10 rensters per etappe verdienen punten voor de UCI Women's World Tour.

## Etappe-overzicht
Op 12 april werd het volledige parcours bekendgemaakt. Na de start in het noordoosten met een ploegentijdrit tussen Aquileia en Grado, zakt de Giro Rosa helemaal naar het zuidwesten, met de laatste etappe over de Vesuvius. De vijfde etappe is een individuele tijdrit over 12,7 km in Sant'Elpidio a Mare.
| #   | datum   | start                | finish                | profiel             | afstand   | winnaar              | klassementsleider    |
| --- | ------- | -------------------- | --------------------- | ------------------- | --------- | -------------------- | -------------------- |
| 1e  | 30 juni | Aquileia             | Grado                 | Ploegentijdrit      | 11,5 km   | Boels Dolmans        | Karol-Ann Canuel     |
| 2e  | 1 juli  | Zoppola              | Montereale Valcellina | Heuvelrit           | 122,25 km | Annemiek van Vleuten | Anna van der Breggen |
| 3e  | 2 juli  | San Fior             | San Vendemiano        | Vlakke rit          | 100 km    | Hannah Barnes        | Anna van der Breggen |
| 4e  | 3 juli  | Occhiobello          | Occhiobello           | Vlakke rit          | 118 km    | Jolien D'Hoore       | Anna van der Breggen |
| 5e  | 4 juli  | Sant'Elpidio a Mare  | Sant'Elpidio a Mare   | Individuele tijdrit | 12,73 km  | Annemiek van Vleuten | Anna van der Breggen |
| 6e  | 5 juli  | Roseto degli Abruzzi | Roseto degli Abruzzi  | Vlakke rit          | 116,16 km | Lotta Lepistö        | Anna van der Breggen |
| 7e  | 6 juli  | Isernia              | Baronissi             | Heuvelrit           | 141,98 km | Sheyla Gutiérrez     | Anna van der Breggen |
| 8e  | 7 juli  | Baronissi            | Palinuro              | Heuvelrit           | 141,8 km  | Lucinda Brand        | Anna van der Breggen |
| 9e  | 8 juli  | Palinuro             | Polla                 | Heuvelrit           | 122,3 km  | Marta Bastianelli    | Anna van der Breggen |
| 10e | 9 juli  | Torre del Greco      | Torre del Greco       | Heuvelrit           | 124 km    | Megan Guarnier       | Anna van der Breggen |

## Etappe-uitslagen

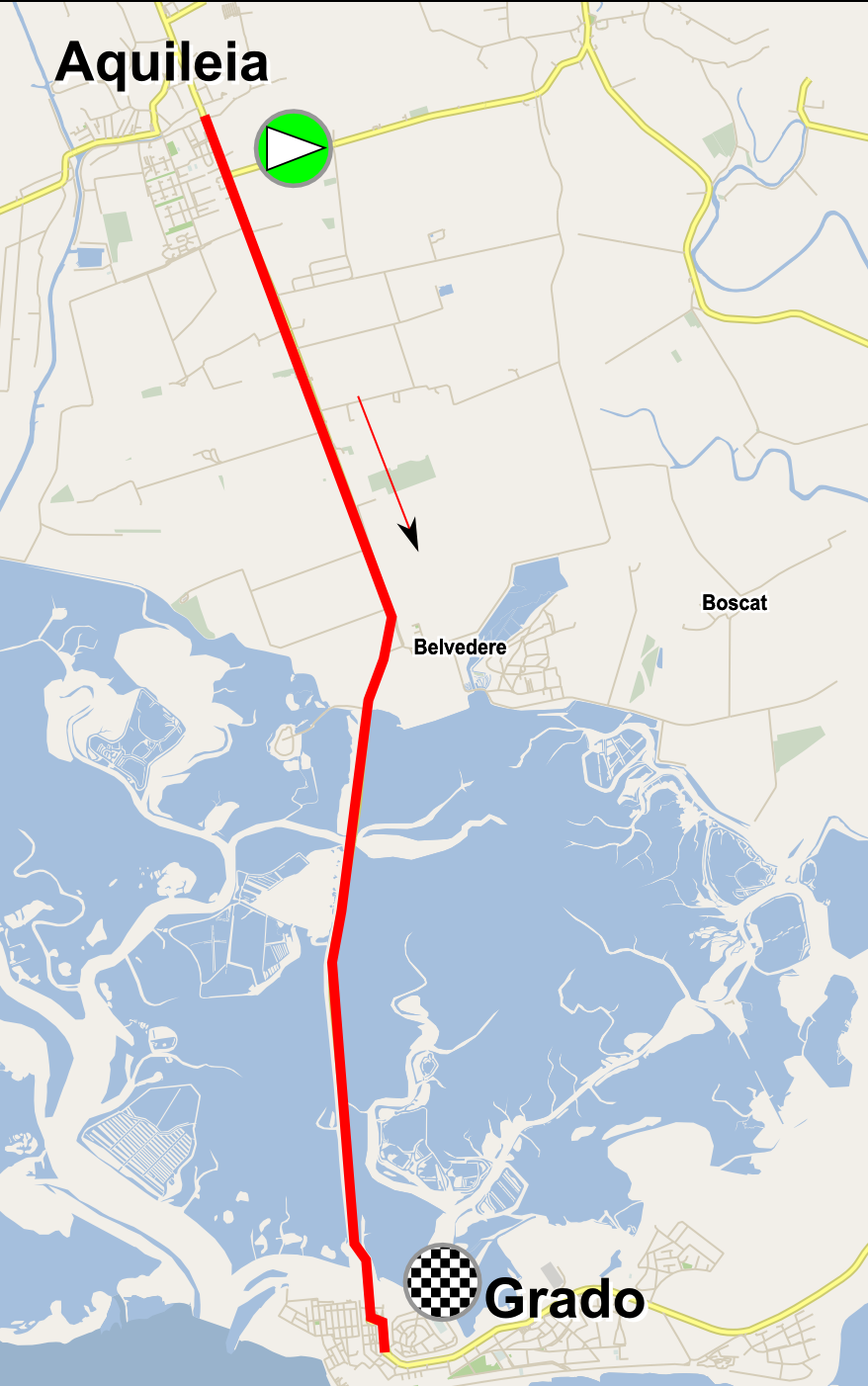
1e etappe, TTT

### 1e etappe (TTT)

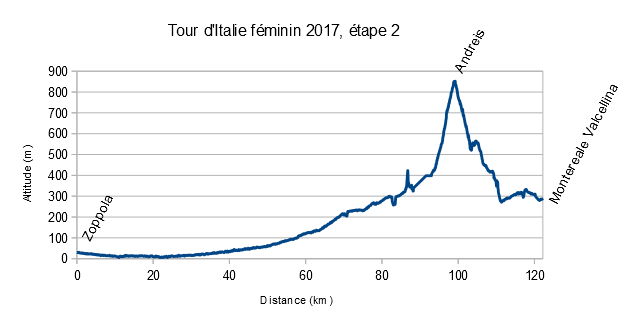
Profiel 2e etappe

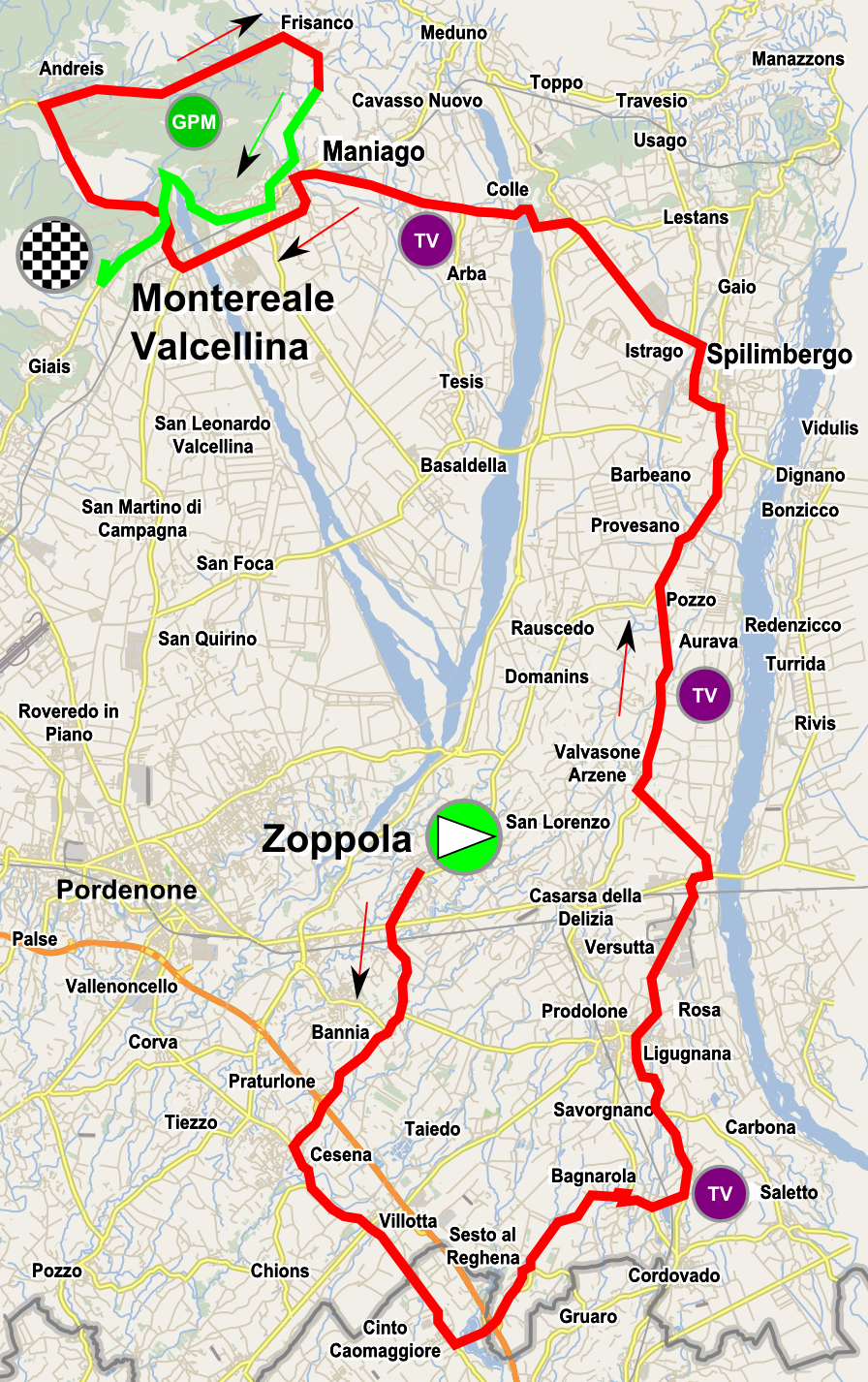
2e etappe

| Vrijdag 30 juni: Aquileia - Grado (11,5 km) |               |       |        |
| Plaats                                      | Naam          | Ploeg | Tijd   |
| Winnaar                                     | Boels Dolmans |       | 14'47" |
| 2                                           | Team Sunweb   |       | + 19"  |
| 3                                           | Orica-Scott   |       | + 22"  |
| 4                                           | Wiggle High5  |       | + 24"  |
| 5                                           | Canyon-SRAM   |       | + 36"  |

### 2e etappe

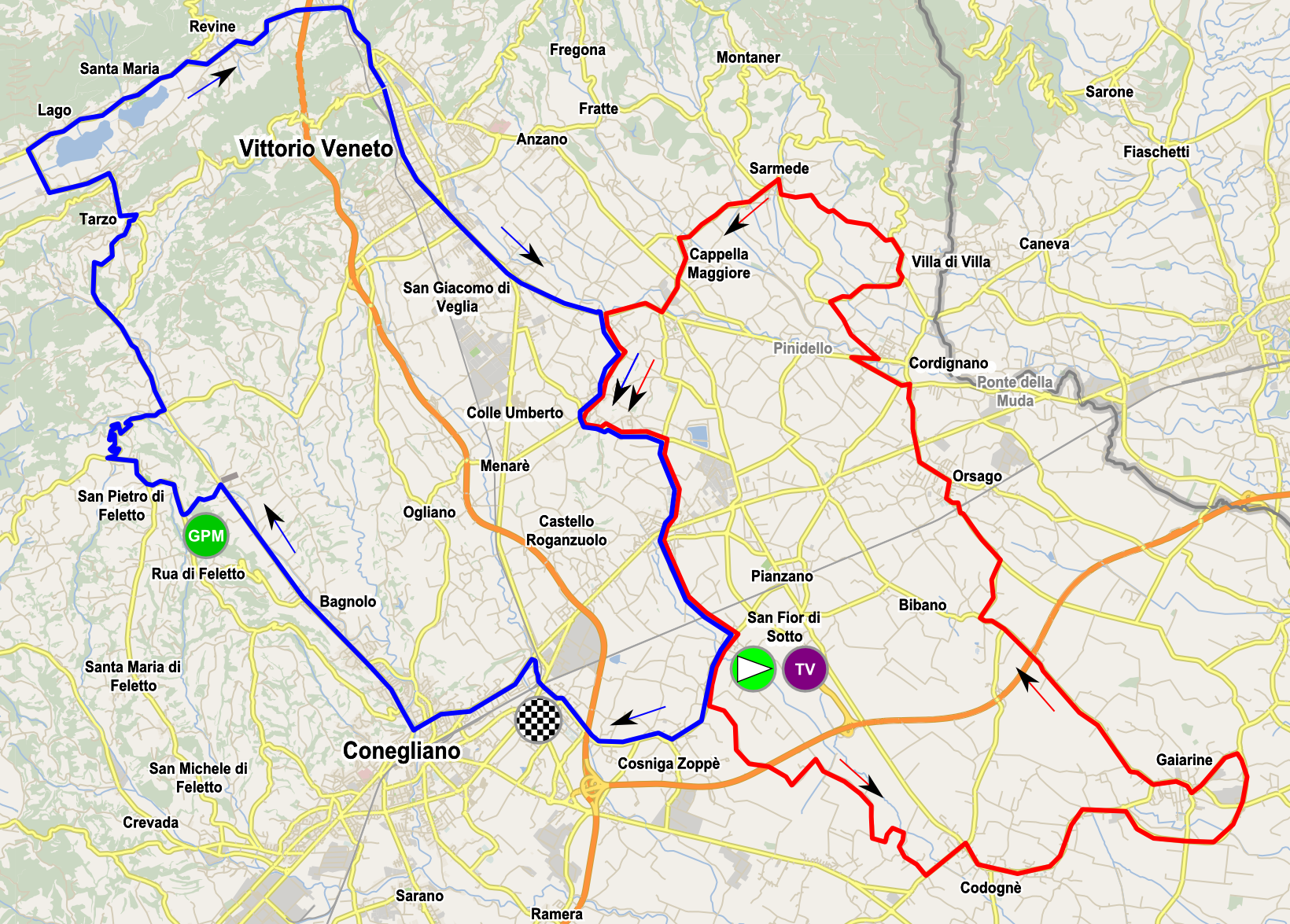
3e etappe

| Zaterdag 1 juli: Zoppola - Montereale Valcellina (122,25 km) |                      |               |          |
| Plaats                                                       | Naam                 | Ploeg         | Tijd     |
| Winnaar                                                      | Annemiek van Vleuten | Orica-Scott   | 3u11'51" |
| 2                                                            | Anna van der Breggen | Boels Dolmans | z.t.     |
| 3                                                            | Elisa Longo Borghini | Wiggle High5  | z.t.     |
| 4                                                            | Katarzyna Niewiadoma | WM3           | + 1'54"  |
| 5                                                            | Megan Guarnier       | Boels Dolmans | z.t.     |

### 3e etappe

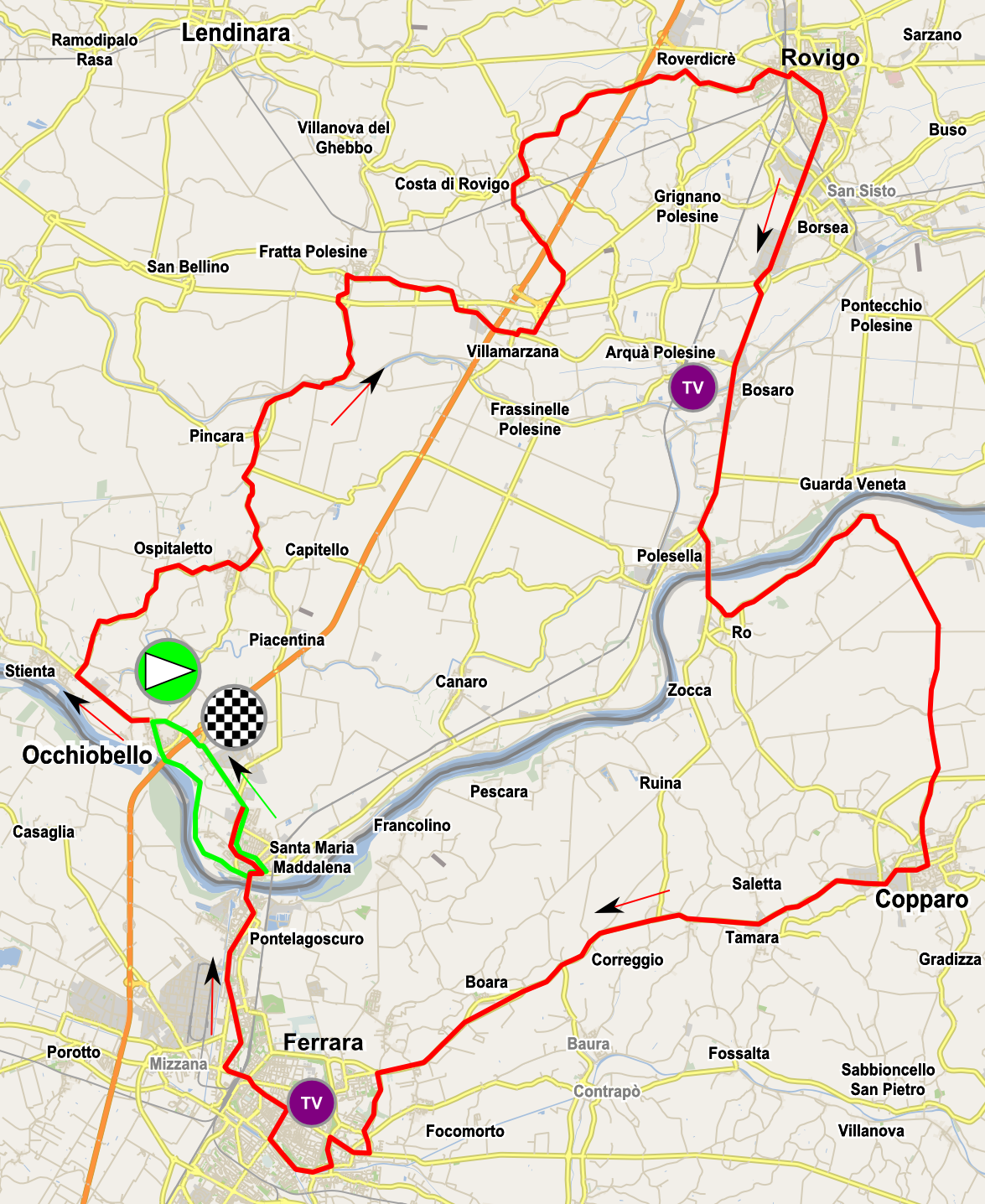
4e etappe

| Zondag 2 juli: San Fior - San Vendemiano (100 km) |                   |                     |          |
| Plaats                                            | Naam              | Ploeg               | Tijd     |
| Winnaar                                           | Hannah Barnes     | Canyon-SRAM         | 2u27'49" |
| 2                                                 | Lotta Lepistö     | Cervélo-Bigla       | z.t.     |
| 3                                                 | Kirsten Wild      | Cylance             | z.t.     |
| 4                                                 | Roxane Fournier   | FDJ N-A Futuroscope | z.t.     |
| 5                                                 | Amalie Dideriksen | Boels Dolmans       | z.t.     |

### 4e etappe

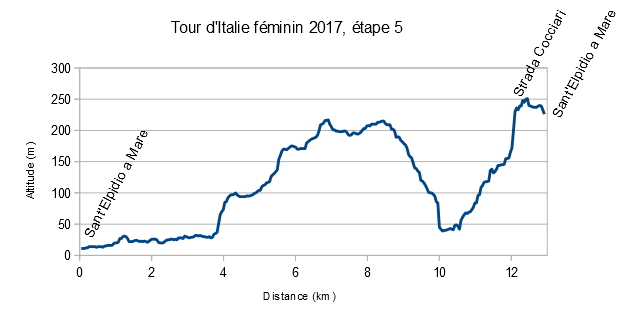
Profiel 5e etappe

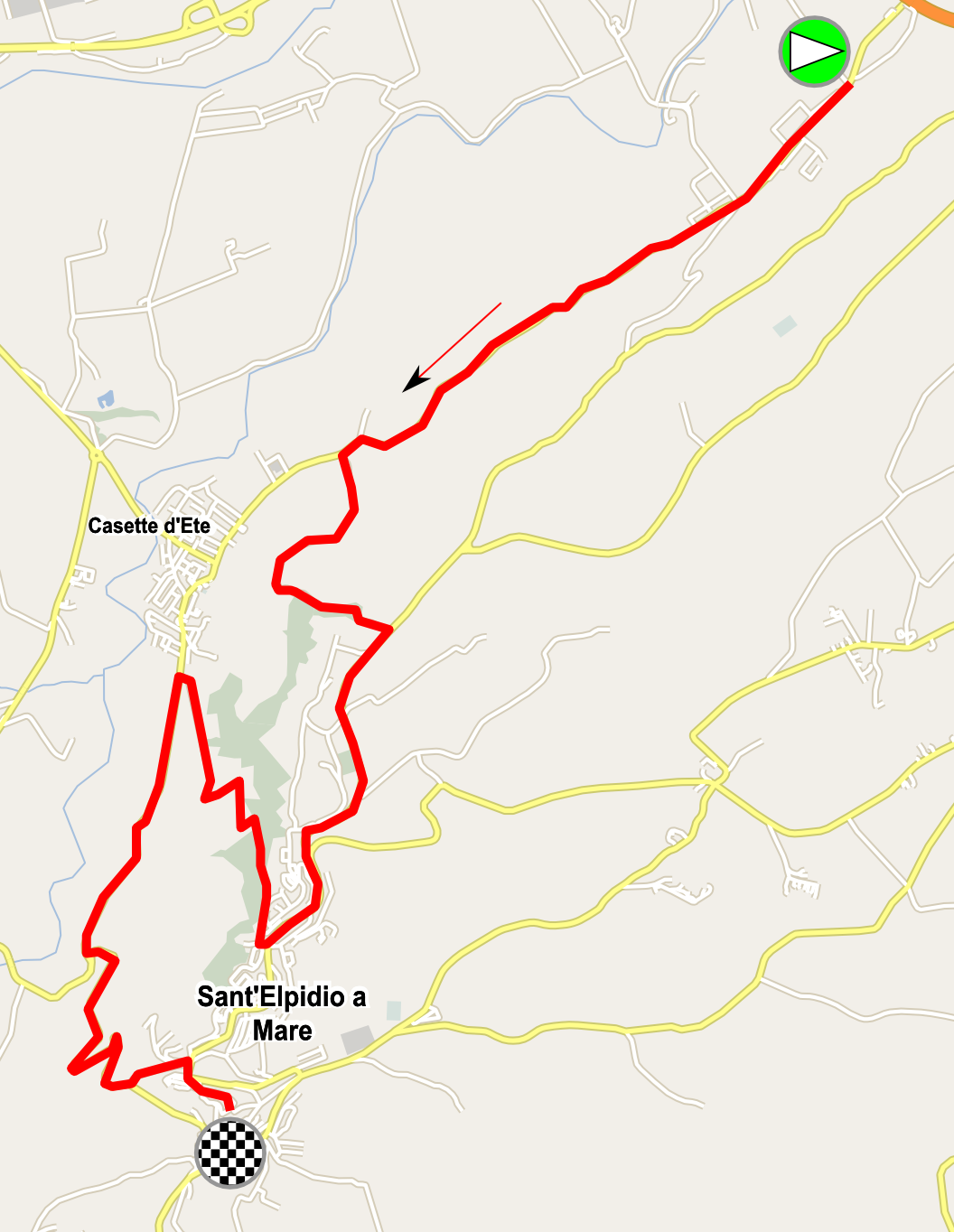
5e etappe, tijdrit

| Maandag 3 juli: Occhiobello - Occhiobello (118 km) |                  |               |          |
| Plaats                                             | Naam             | Ploeg         | Tijd     |
| Winnaar                                            | Jolien D'Hoore   | Wiggle High5  | 2u42'04" |
| 2                                                  | Chloe Hosking    | Alé Cipollini | z.t.     |
| 3                                                  | Coryn Rivera     | Team Sunweb   | z.t.     |
| 4                                                  | Hannah Barnes    | Canyon-SRAM   | z.t.     |
| 5                                                  | Giorgia Bronzini | Wiggle High5  | z.t.     |

### 5e etappe (ITT)

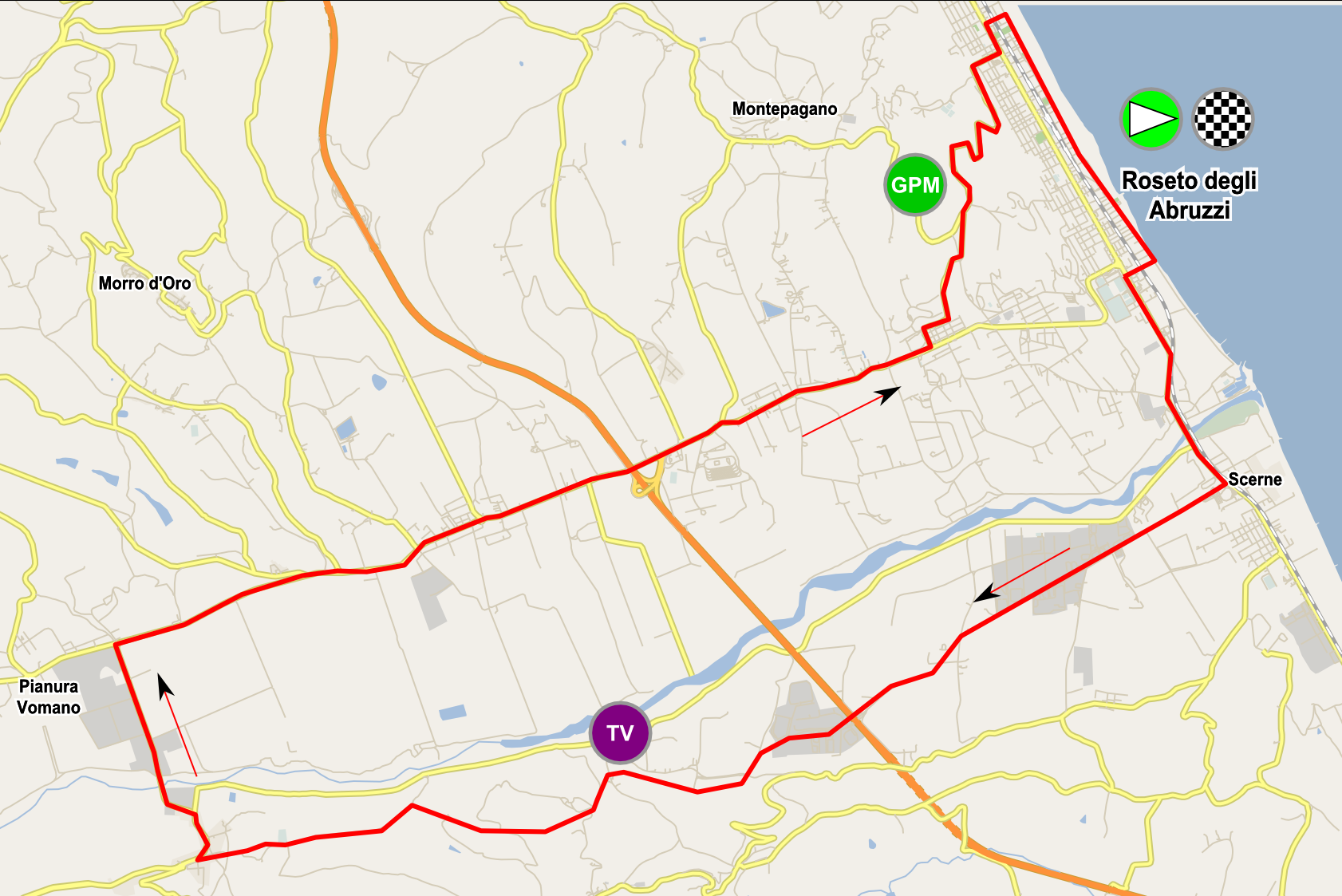
6e etappe

| Dinsdag 4 juli: Sant'Elpidio a Mare - Sant'Elpidio a Mare (12,73 km) |                      |               |         |
| Plaats                                                               | Naam                 | Ploeg         | Tijd    |
| Winnaar                                                              | Annemiek van Vleuten | Orica-Scott   | 25'29"  |
| 2                                                                    | Anna van der Breggen | Boels Dolmans | + 41"   |
| 3                                                                    | Elisa Longo Borghini | Wiggle High5  | + 1'15" |
| 4                                                                    | Amanda Spratt        | Orica-Scott   | + 1'48" |
| 5                                                                    | Megan Guarnier       | Boels Dolmans | + 1'53" |

### 6e etappe

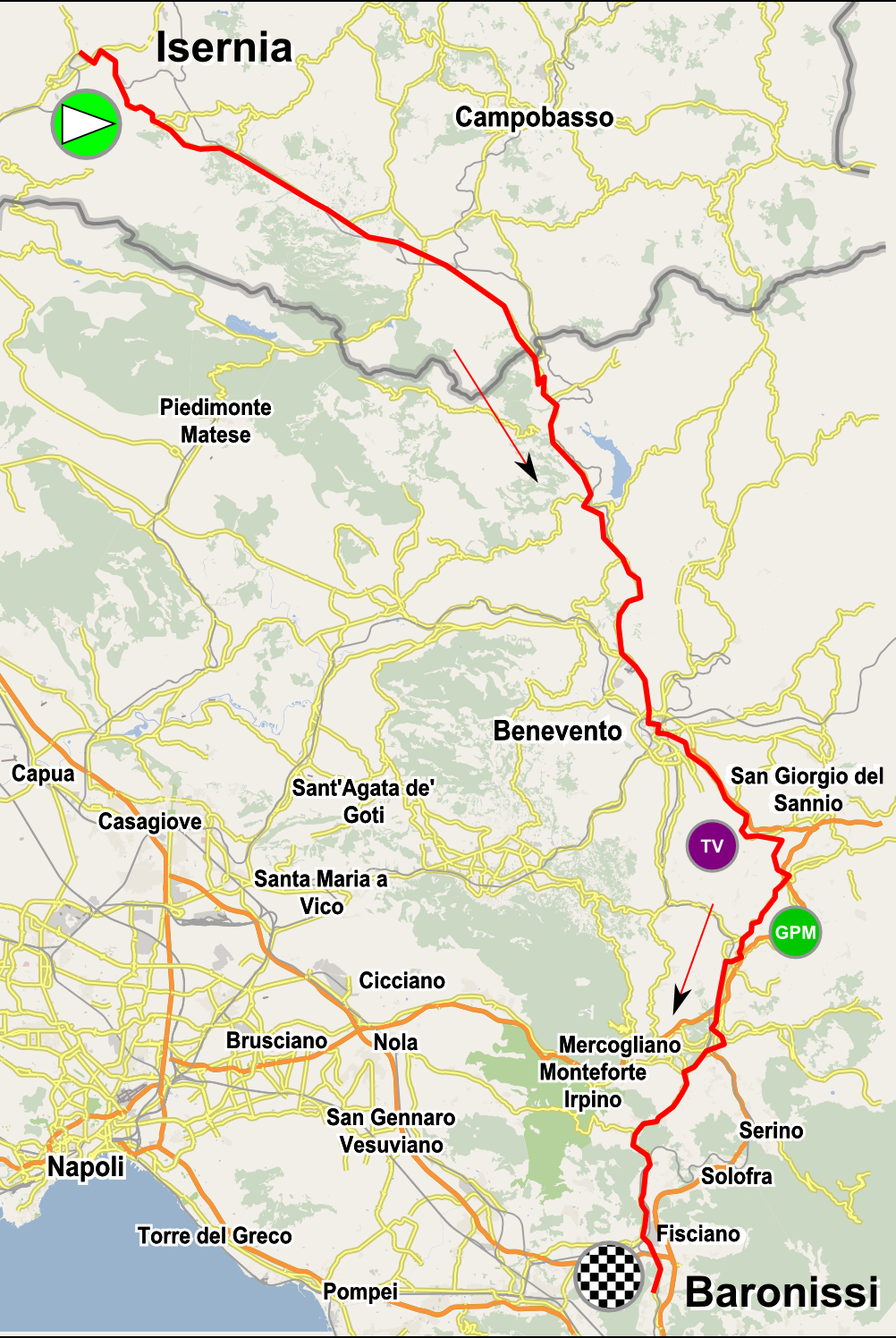
7e etappe

| Woensdag 5 juli: Roseto degli Abruzzi - Roseto degli Abruzzi (116,16 km) |                  |                     |          |
| Plaats                                                                   | Naam             | Ploeg               | Tijd     |
| Winnaar                                                                  | Lotta Lepistö    | Cervélo-Bigla       | 2u50'36" |
| 2                                                                        | Coryn Rivera     | Team Sunweb         | z.t.     |
| 3                                                                        | Giorgia Bronzini | Wiggle High5        | z.t.     |
| 4                                                                        | Roxane Fournier  | FDJ N-A Futuroscope | z.t.     |
| 5                                                                        | Elena Cecchini   | Canyon-SRAM         | z.t.     |

### 7e etappe

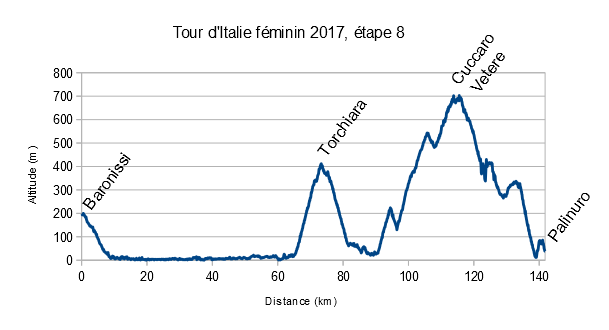
Profiel 8e etappe

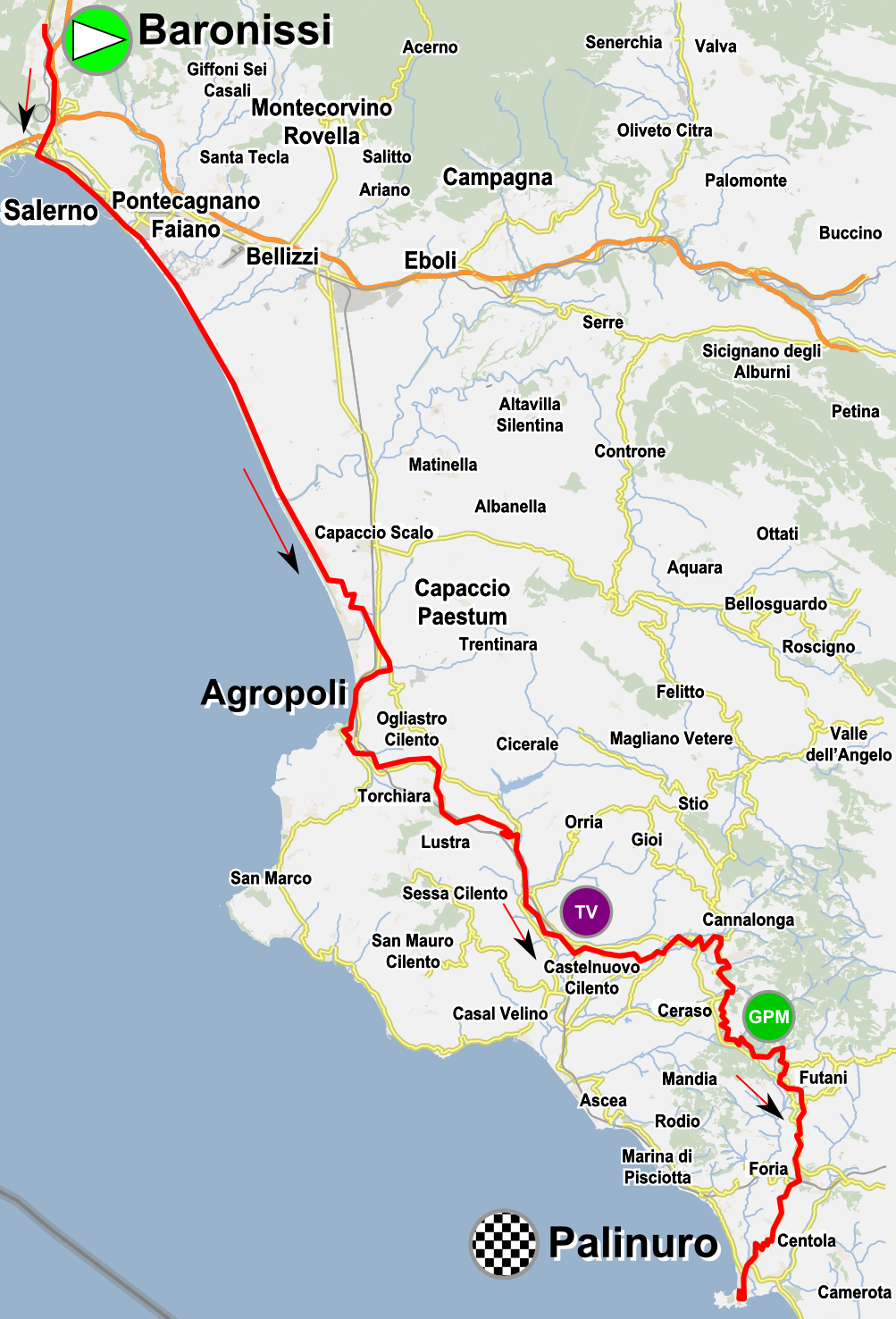
8e etappe

| Donderdag 6 juli: Isernia - Baronissi (141,98 km) |                  |                    |          |
| Plaats                                            | Naam             | Ploeg              | Tijd     |
| Winnaar                                           | Sheyla Gutiérrez | Cylance            | 3u43'16" |
| 2                                                 | Soraya Paladin   | Alé Cipollini      | z.t.     |
| 3                                                 | Eugenia Bujak    | BTC City Ljubljana | z.t.     |
| 4                                                 | Alexis Ryan      | Canyon-SRAM        | z.t.     |
| 5                                                 | Lauren Kitchen   | WM3                | z.t.     |

### 8e etappe

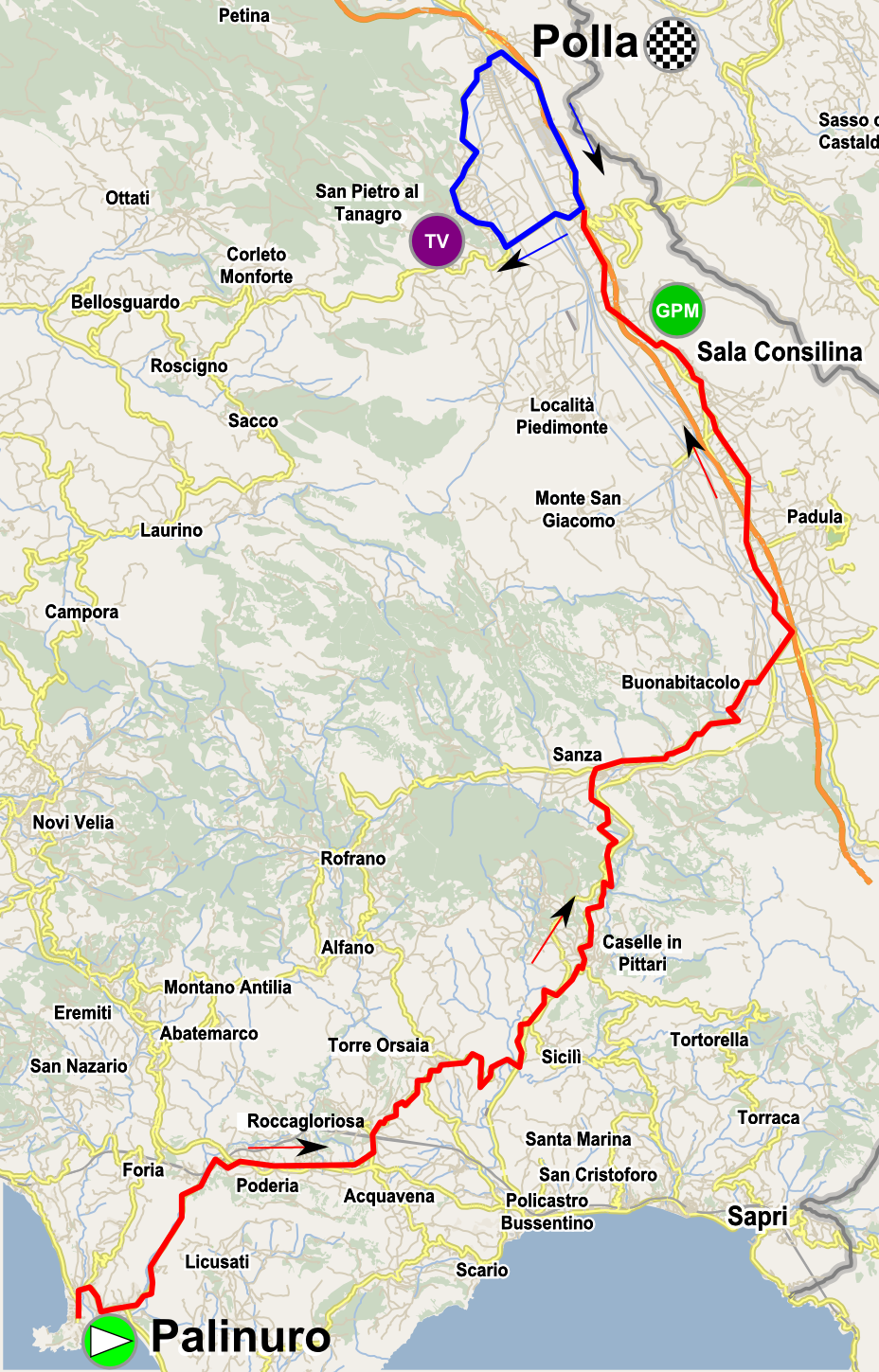
9e etappe

| Vrijdag 7 juli: Baronissi - Palinuro (141,8 km) |                      |                 |          |
| Plaats                                          | Naam                 | Ploeg           | Tijd     |
| Winnaar                                         | Lucinda Brand        | Team Sunweb     | 3u46'10" |
| 2                                               | Tetjana Rjabtsjenko  | Lensworld-Kuota | + 12"    |
| 3                                               | Megan Guarnier       | Boels Dolmans   | + 1'33"  |
| 4                                               | Annemiek van Vleuten | Orica-Scott     | z.t.     |
| 5                                               | Elisa Longo Borghini | Wiggle High5    | z.t.     |

### 9e etappe

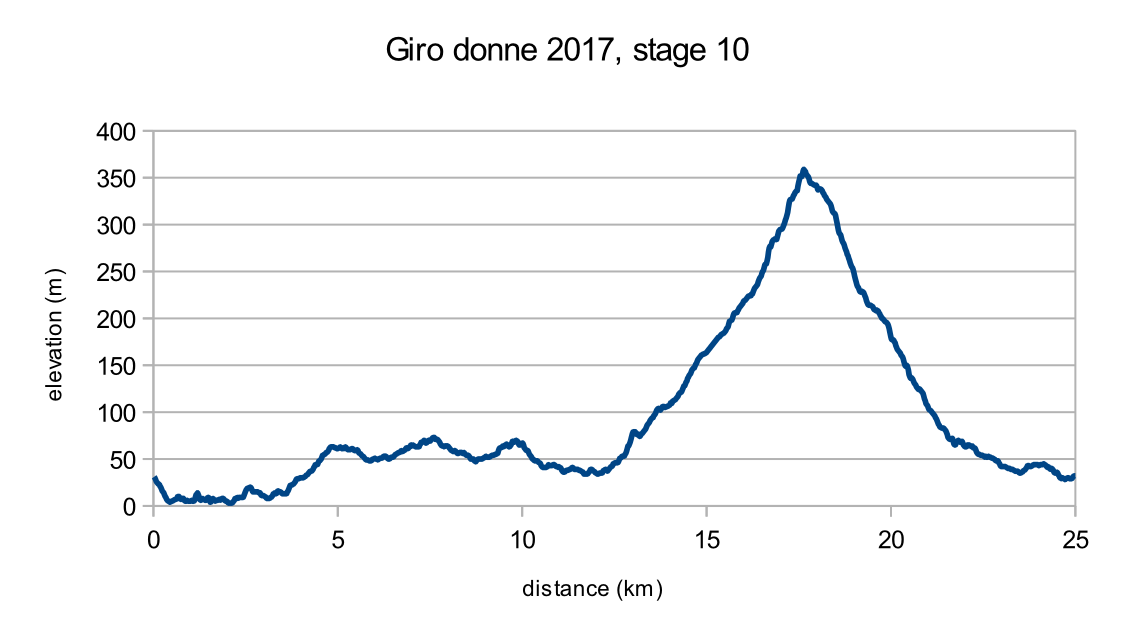
Profiel 10e etappe

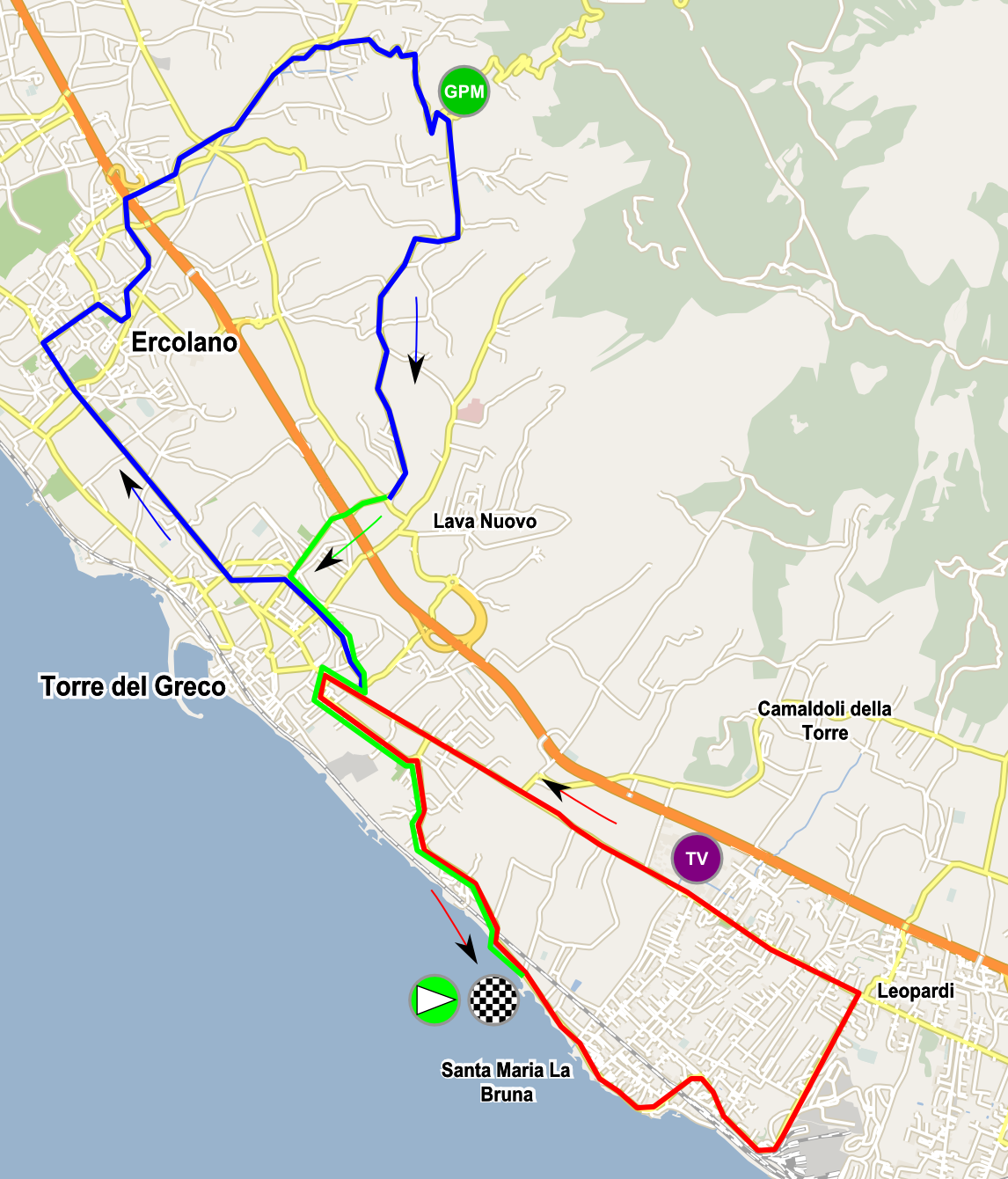
10e etappe

| Zaterdag 8 juli: Palinuro - Polla (122,3 km) |                   |               |          |
| Plaats                                       | Naam              | Ploeg         | Tijd     |
| Winnaar                                      | Marta Bastianelli | Alé Cipollini | 3u46'10" |
| 2                                            | Lotta Lepistö     | Cervélo-Bigla | z.t.     |
| 3                                            | Giorgia Bronzini  | Wiggle High5  | z.t.     |
| 4                                            | Arlenis Sierra    | Astana        | z.t.     |
| 5                                            | Coryn Rivera      | Team Sunweb   | z.t.     |

### 10e etappe
| Zondag 9 juli: Torre del Greco - Torre del Greco (124 km) |                      |               |          |
| Plaats                                                    | Naam                 | Ploeg         | Tijd     |
| Winnaar                                                   | Megan Guarnier       | Boels Dolmans | 3u09'37" |
| 2                                                         | Amanda Spratt        | Orica-Scott   | z.t.     |
| 3                                                         | Katarzyna Niewiadoma | WM3           | z.t.     |
| 4                                                         | Annemiek van Vleuten | Orica-Scott   | z.t.     |
| 5                                                         | Anna van der Breggen | Boels Dolmans | z.t.     |

### Uitvallers
- 3e etappe: DNS Ashleigh Moolman-Pasio (Cervélo-Bigla), DNF Molly Weaver (Team Sunweb)
- 4e etappe: DNS Tiffany Cromwell (Canyon-SRAM), DNF Lotte van Hoek (Lares-Waowdeals)
- 5e etappe: DNS Trixi Worrack (Canyon-SRAM), Katrin Garfoot (Orica-Scott)
- 6e etappe: DNF Leah Thorvilson (Canyon-SRAM), Miriam Bjørnsrud (Hitec Products)
- 7e etappe: DNS Saartje Vandenbroucke (Lares-Waowdeals), Krista Doebel-Hickok (Cylance), DNF Corinna Lechner (BTC City Ljubljana), Giorgia Capobianchi (Conceria Zabri-Fanini-Guerciotti), Chiara Perini (Giusfredi-Bianchi), Vittoria Reati (S.C. Michela Fanini Rox), Clemilda Fernandes (Servetto Giusta), Beatrice Bartelloni, Elena Leonardi (beide Top Girls Fassa Bortolo) en Claudia Cretti (Valcar PBM)[9]
- 8e etappe: DNS Marta Cavalli (Valcar PBM), Amelie Rivat-Mas, Roxane Fournier (beide FDJ Nouvelle-Aquitaine Futuroscope), DNF Annette Edmondson (Wiggle High5), Sara Mariotto (Top Girls Fassa Bortolo), Valentina Picca (S.C. Michela Fanini Rox), Katrine Aalerud (Hitec Products), Eugenia Bujak (BTC City Ljubljana)
- 9e etappe: DNS Roxane Knetemann, DNF Charlotte Bravard (beide FDJ Nouvelle-Aquitaine Futuroscope), Francesca Balducci (S.C. Michela Fanini Rox), Anna Zita Maria Stricker (BTC City Ljubljana), Sofia Beggin (Astana), Lija Laizāne (Aromitalia Vaiano)
- 10e etappe: DNS Stephanie Pohl (Cervélo-Bigla), DNF Kseniya Dobrynina (Servetto Giusta), Tetyana Ryabchenko, Maria Giulia Confalonieri (beide Lensworld-Kuota), Ekatarina Anoshina (BePink), Anna Trevisi (Alé Cipollini)

DNF = Did not finish, DNS = Did not start

## Eindklassementen
| Plaats    | Naam                 | Ploeg         | Tijd      |
| --------- | -------------------- | ------------- | --------- |
| Roze trui | Anna van der Breggen | Boels Dolmans | 25u39'43" |
| 2         | Elisa Longo Borghini | Wiggle High5  | + 1'03"   |
| 3         | Annemiek van Vleuten | Orica-Scott   | + 1'39"   |
| 4         | Megan Guarnier       | Boels Dolmans | + 2'57"   |
| 5         | Amanda Spratt        | Orica-Scott   | + 3'26"   |
| 6         | Katarzyna Niewiadoma | WM3           | + 3'58"   |
| 7         | Lucinda Brand        | Team Sunweb   | + 4'12"   |
| 8         | Karol-Ann Canuel     | Boels Dolmans | + 5'26"   |
| 9         | Claudia Lichtenberg  | Wiggle High5  | + 6'09"   |
| 10        | Arlenis Sierra       | Astana        | + 6'19"   |

| Plaats      | Naam                 | Ploeg         | Punten |
| ----------- | -------------------- | ------------- | ------ |
| Paarse trui | Annemiek van Vleuten | Orica-Scott   | 47     |
| 2           | Lotta Lepistö        | Cervélo-Bigla | 39     |
| 3           | Anna van der Breggen | Boels Dolmans | 38     |

| Plaats      | Naam                 | Ploeg         | Punten |
| ----------- | -------------------- | ------------- | ------ |
| Groene trui | Annemiek van Vleuten | Orica-Scott   | 26     |
| 2           | Elisa Longo Borghini | Wiggle High5  | 18     |
| 3           | Anna van der Breggen | Boels Dolmans | 8      |

| Plaats     | Naam                  | Ploeg         | Tijd      |
| ---------- | --------------------- | ------------- | --------- |
| Witte trui | Cecilie Uttrup Ludwig | Cervélo-Bigla | 25u49'46" |
| 2          | Nikola Nosková        | BePink        | + 1'04"   |
| 3          | Sofia Bertizzolo      | Astana        | + 3'28"   |

| Plaats      | Naam                 | Ploeg        | Tijd      |
| ----------- | -------------------- | ------------ | --------- |
| Blauwe trui | Elisa Longo Borghini | Wiggle High5 | 25u40'46" |
| 2           | Elena Cecchini       | Canyon-SRAM  | + 9'46"   |
| 3           | Sofia Bertizzolo     | Astana       | + 12'18"  |